# Emerson Norton
Emerson Norton (Estados Unidos, 16 de diciembre de 1900-10 de marzo de 1986) fue un atleta estadounidense, especialista en la prueba de decatlón en la que llegó a ser subcampeón olímpico en 1924.

## Carrera deportiva
En los JJ. OO. de París 1924 ganó la medalla de plata en la competición de decatlón, consiguiendo un total de 7350 puntos, tras su compatriota Harold Osborn y por delante del estonio Alexander Klumberg (bronce con 7329 puntos).